# Dhullubaskot
Dhullubaskot (en népalais : धुल्लुवास्कोट) est un comité de développement villageois du Népal situé dans le district de Baglung. Au recensement de 2011, il comptait 3 594 habitants.